# 音喩
本項では主に日本の漫画における音喩について述べる。

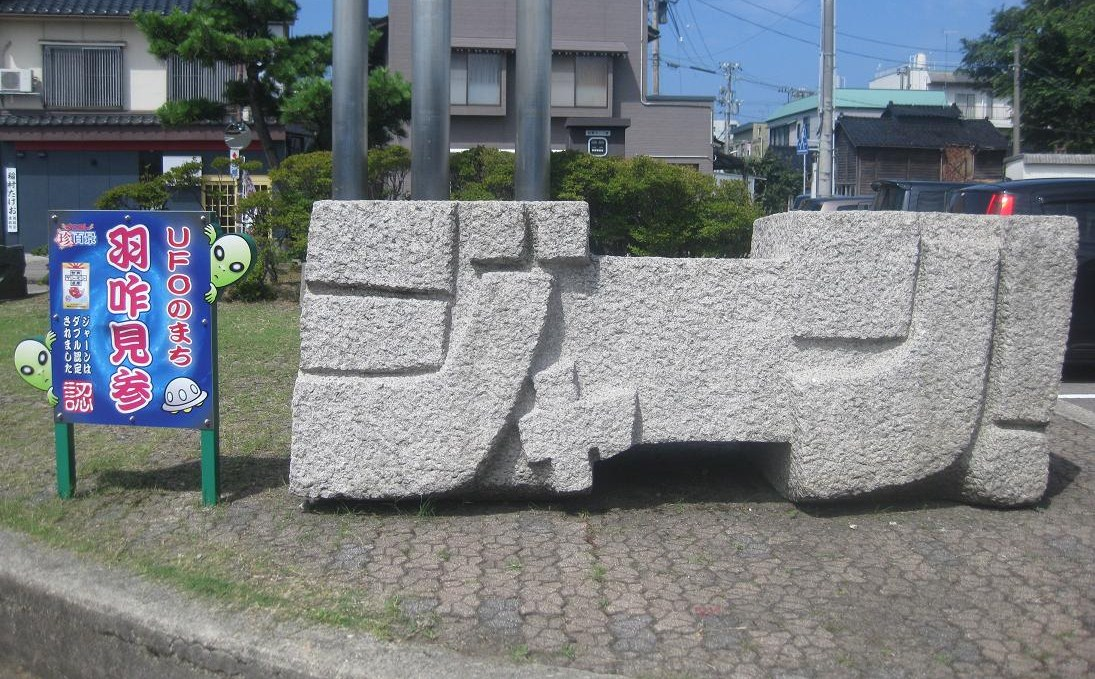
ジャーン！

音喩（おんゆ）は漫画において書き文字として描かれたオノマトペを指す、夏目房之介による造語。漫画を構成する要素の一つで、効果音から人の心情まで幅広く表現する。「音喩」という語を造った理由として夏目はいくつか理由を挙げている。
- （特に日本の）漫画には擬音語・擬態語の範疇に含めるのが難しい表現があること
- オノマトペを表す文字は音声記号であり画像記号でもあること
- 「オノマトペなんて舌かむような言葉」を使うのは面倒なこと

戦後の漫画において音喩は多用され、独自の進化を遂げた。現在では発音すら難しい音喩や漫画家オリジナルの音喩なども生まれ、「ほとんど傍若無人、変幻自在」の言語分野として成立している。
日本語は特にオノマトペが発達した言語であるため、音喩を他言語へ翻訳するのは難しい。そのため矢が飛んでいく音「ひゅるるるる」をそのまま「Hyururururu」とローマ字書きしたり、静寂の「シーン」を「silence」と意味を書いたり、中国語圏では「ガーン」を「失望」と書いたりと、不自然なものになることもある。

## 音声記号としての音喩
音喩の中には日常的に使用されるもの（ドアを叩く「コンコン」など）もあるが、それぞれの漫画家独自のものも存在する。独特の音喩を使う漫画家の一人として久米田康治（代表作は『かってに改蔵』『さよなら絶望先生』）が挙げられる。
さよなら絶望先生に見られる音喩の例（一部）
- めるめる - 携帯電話でメールを作成する際の音喩。
- どよんど - 陰鬱な雰囲気を表す。「どよーん」「ずーん」などに相当する。
- むずんぱ - 他人の腕を掴んだときの音喩。
- くわんま゛っ - 迫力を持たせる効果。もはや発音できない音喩の例である。

また実際に我々が耳にしているような音とかけ離れた、現実的にあり得ない音もある。例えば『ジョジョの奇妙な冒険』では、緊迫したシーンになると「ゴゴゴゴゴゴゴ」と描かれる。これは後の多くの漫画家にも影響を与え、広く用いられている。『巨人の星』では投手の投げたボールが「キイーン」「ズバババーン」という音を立ててミットに収まる。現実にはどんな人物が登場しようとも音は出ないし、ボールは1個だから「ズバーン」としか音はしないだろう。これらは漫画としてのおもしろさを追求した結果と言える。

## 画像記号としての音喩
音喩は普通ふきだしの外に、書き文字として描かれる。そのため「うわあああ」といった叫び声などは単なるセリフか音喩かの判断はつきかねることがある。また効果を強めるために様々な工夫がなされることが一般的で、漫画家の個性が表れる。これによって同じ音でも読者に異なる印象を与えることができる。例として同じ「ガーン」という音でもショックを受けたとき、頭をぶつけたとき、発砲したときなどではそれぞれ異なる。
音喩は漫画の登場人物には「見えていない」とするのが普通である。しかしこれを逆手にとって音喩を登場人物に見える、「物質」として描かれることもある。例として『ギャートルズ』では、地平線の彼方から聞こえてくる叫び声「ウオー」が石のようにひび割れて崩れる。『ドラえもん』には声を物質化する道具「コエカタマリン」が登場する。

## 関連文献
- 近藤信義『音喩論 : 古代和歌の表現と技法』株式会社おうふう、1997年12月。ISBN 4-273-03012-8。
  - 佐藤和喜「<新刊書紹介>『音喩論-古代和歌の表現と技法-』, 近藤信義著, 一九九七年十二月発行, おうふう」『立正大学文学部論叢』第109号、59-60頁、2013年12月18日。2025年3月3日閲覧。